# Denizbank
DenizBank A.Ş. ist ein privates Kreditinstitut in der Türkei, das seit seiner Übernahme 2019 der Emirates NBD gehört.

## Geschichte
Die DenizBank wurde 1938 als staatliche Bank gegründet, um die damals wachsende türkische maritime Industrie zu finanzieren. 1992 beschloss die damalige türkische Regierung eine bestimmte Anzahl von Banken im Staatseigentum zu konsolidieren. Dabei fusionierte die DenizBank mit der EmlakBank.
Im Jahr 1997 wurde von der türkischen Regierung die Entscheidung getroffen, die Bank zu 100 % zu privatisieren und sie wurde, ohne nennenswerte Anlagen außer 3 Filialen, ausgeschrieben. Zorlu Holding erwarb die Bank vom türkischen Privatisierungsamt 1997 für 70 Millionen US-Dollar und im September des gleichen Jahres wurde der Betrieb aufgenommen. Mit dem Revitalisierungsprogramm wurden neue Filialen unter dem neuen Namen eröffnet. Die Expansion wurde mit dem Erwerb von Filialen anderer Banken, besonders von der Tarişbank im Jahr 2002, unterstützt. DenizBank expandierte auch in den internationalen Markt mit Übernahmen und Gründungen von Banken in Österreich, Russland und der Türkischen Republik Nordzypern.
Im Jahr 2003 wurde die DenizBank Financial Services Group (DFSG) gegründet, um eine Dachgesellschaft zu schaffen, die eine breite Auswahl von Finanzdienstleistungen anbietet. Es wurde die Produktpalette erweitert, indem man auch Bereich wie Investment Banking, Brokerage, Factoring und Leasing erschloss.
Im Oktober 2006 wurde die DenizBank von Dexia erworben. Am 31. Mai 2006 übernahm die belgische Bank Dexia, damals eine der führenden Finanzgruppen in Europa, zunächst 75 % der Anteile von Zorlu Holding für 2,437 Milliarden US-Dollar. Nachdem sie im Zuge der Finanzkrise in massive finanzielle Schwierigkeiten geraten war, verkaufte die Dexia Holding 28. September 2013 die DenizBank für 2,79 Mrd. Euro an die Sberbank, der größten Bank Russlands.

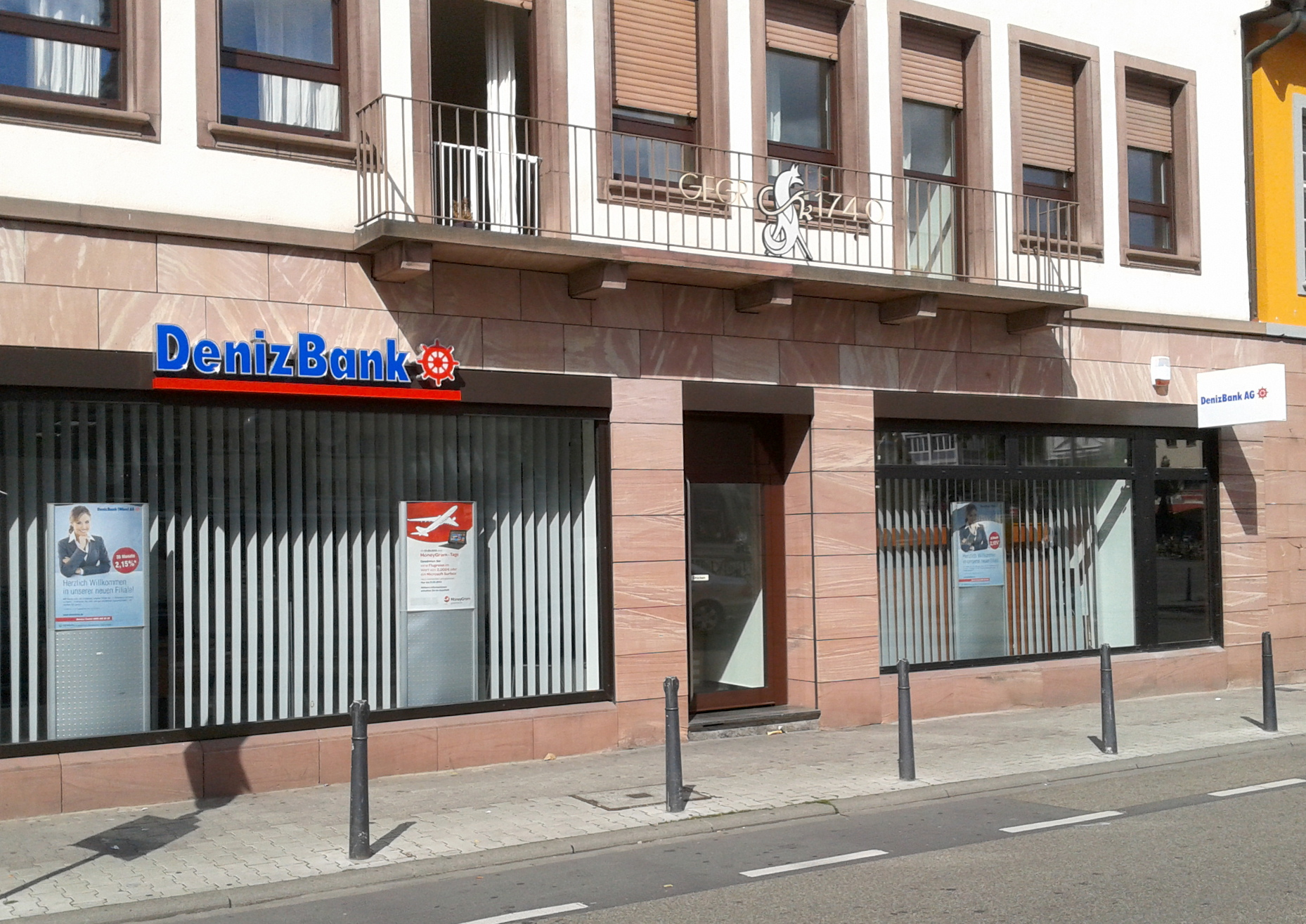
DenizBank Filiale in Mannheim

Am 1. Juli 2013 wurde das Privatkundengeschäft-Portfolio der Citibank Türkei mit mehr als 600.000 Kunden und fast 1.400 Mitarbeitern auf die DenizBank übertragen.
DenizBank besaß am 20. September 2010 insgesamt 489 Filialen. Im Jahr 2017 verfügt die DenizBank international über 740 Filialen und mehr als 14.700 Mitarbeiter. In Deutschland ist die DenizBank 2024 aktuell mit Filialen in 3 Städten vertreten: Berlin, Düsseldorf, Frankfurt.
Im Mai 2018 gab die russische Sberbank bekannt, sich von ihrer türkischen Tochter zu trennen. Für letztlich 14,6 Mrd. Türkische Lira oder umgerechnet 2,75 Mrd. Euro wurde sie von der in Dubai beheimateten staatseigenen Emirates NBD erworben. Durch die Übernahme wurde sie zu einem führenden Geldhaus im Nahen Osten, in Nordafrika und in der Türkei. Die Sberbank wiederum nannte als Verkaufsgrund einen Strategiewechsel im internationalen Geschäft. CEO German Gref sagte, dass man sich auf „die Entwicklung des Ökosystems der Sberbank“ konzentrieren wolle. Schon im Januar hatte Gref erklärt, dass der türkische Markt zunehmend schwieriger und die Konkurrenz härter werde.
Während der Übernahme war bekannt geworden, dass die österreichische Denizbank von 8,2 Mrd. Euro Krediten, 5,7 Mrd. Euro an Firmenkunden in der Türkei vergeben hatte. Durch den Verfall der türkischen Lira sorgte sich die Finanzmarktaufsicht um die Werthaltigkeit dieser Kredite. Nach dem Verkauf der DenizBank durch die Sberbank an Emirates NBD um 3,2 Milliarden Dollar gab es bedingt durch die Lirakrise in den Medien Spekulationen über etwaige Nachverhandlungen des Deals. Letztlich reduzierte sich der Kaufpreis dadurch auf 2,75 Milliarden Dollar.
Die Emirates NBD Group hat Niederlassungen in den Vereinigten Arabischen Emiraten (VAE), Ägypten, Indien, der Türkei, dem Königreich Saudi-Arabien, Singapur, dem Vereinigten Königreich, Österreich, Deutschland, Russland und Bahrain sowie Repräsentanzen in China und Indonesien. Die Gruppe beschäftigt mehr als 30.000 Mitarbeiter aus mehr als 90 Ländern und ist damit einer der größten Arbeitgeber in den VAE. Die Emirates NBD ist am Dubai Financial Market (DFM) notiert.

## DenizBank Financial Services Group
Die DenizBank Financial Services Group („die Gruppe“) besteht neben der DenizBank aus fünf inländischen und drei internationalen Tochtergesellschaften, sechs inländischen nichtfinanziellen Tochtergesellschaften und einer Niederlassung in Bahrain. Deniz Investment Securities, Deniz Real Estate Investment Trust, DenizPortfolio Management, DenizLeasing, DenizFactoring, Intertech, DenizKültür, Ekspres Bilgi İşlem ve Ticaret, Deniz Kartlı Ödeme Sistemleri, Açık Deniz Radyo-TV and Bantaş sind inländische Tochtergesellschaften der Gruppe, während Eurodeniz, DenizBank AG und DenizBank Moskau ihre internationalen Tochtergesellschaften sind.
Die Gruppe verfügt über ein Servicenetzwerk, das alle Segmente der Gesellschaft in der gesamten Türkei erreicht. Darüber hinaus ermöglicht die DenizBank mit ihren alternativen Vertriebskanälen sowohl Privat- als auch Firmenkunden auf der ganzen Welt, finanzielle Transaktionen über das Internet durchzuführen.
| Nr. | Firmenname                                                                | Land                          | Industrie                                  |
| --- | ------------------------------------------------------------------------- | ----------------------------- | ------------------------------------------ |
| 1   | DenizBank A.Ş.                                                            | Türkei                        | Bankwesen                                  |
| 2   | DenizBank AG                                                              | Österreich                    | Bankwesen                                  |
| 3   | CJSC Denizbank Moscow                                                     | Russland                      | Bankwesen                                  |
| 4   | Deniz Finansal Kiralama A.Ş.                                              | Türkei                        | Finanzierungsleasing                       |
| 5   | Deniz Faktoring A.Ş.                                                      | Türkei                        | Factoring                                  |
| 6   | Deniz Yatırım Menkul Kıymetler A.Ş.                                       | Türkei                        | Securities                                 |
| 7   | Intertech Bilgi İşlem ve Pazaralama Ticaret A.Ş.                          | Türkei                        | EDV / Computing                            |
| 8   | Ekspres Yatırım Menkul Değerler A.Ş.                                      | Türkei                        | Securities                                 |
| 9   | Deniz Portföy Yönetimi A.Ş.                                               | Türkei                        | Portfolio-Management                       |
| 10  | Deniz Kültür Sanat Yayıncılık Ticaret ve Sanayi A.Ş.                      | Türkei                        | Kunst- und Kulturverlag                    |
| 11  | Deniz Gayrimenkul Yatırım Ortaklığı A.Ş.                                  | Türkei                        | Treuhandgesellschaft                       |
| 12  | Euro Deniz International Banking Unit Limited                             | Türkische Republik Nordzypern | Offshore Banking                           |
| 13  | Açık Deniz Radyo ve Televizyon İletişim Yayıncılık Ticaret ve Sanayi A.Ş. | Türkei                        | Rundfunk und Fernsehen                     |
| 14  | Deniz Immobilien Service GmbH                                             | Österreich                    | Immobilien Leasing und Management Services |
| 15  | Deniz Kartlı Ödeme Sistemleri A.Ş.                                        | Türkei                        | Kartenzahlsysteme                          |
| 16  | Neohub Teknoloji Yazılım Pazarlama Danışmanlık A.Ş.                       | Türkei                        | EDV / Computing                            |

## Geschäftszahlen
Stand April 2025
| Bilanzsumme (TRL Millionen) | 1579                         |
| Nettogewinn (TRL Millionen) | 45,297                       |
| Filialanzahl                | 644 (inkl. Auslandsfilialen) |
| Mitarbeiter                 | 13.757                       |

## DenizBank Eigentümerstruktur
Stand Februar 2022
| Eigentümer             | Kapitalanteil (%) |
| ---------------------- | ----------------- |
| Emirates NBD Bank PJSC | 100,00            |
| Andere                 | 0,00              |
| TOTAL                  | 100,00            |

## Produkte und Dienstleistungen
- Bankgeschäfte
  - Privatkundengeschäft
  - Private Banking
  - Firmenkundengeschäft
  - Corporate Banking
  - Commercial Banking
  - Öffentliche Finanzen
  - Agriculture Banking
  - Expat Banking
- Kredite
- Vermögensmanagement
- Kreditkarten
- Versicherungen